# Omar Andréen
Omar Andréen, född 12 september 1922 i Bergen, död 1 juni 2010, var en norsk tecknare och illustratör.
Han var son till skräddaren Sven Andreén och Johanne Bolstad samt från 1950 gift med Rønnaug Sparre-Johansen. Han studerade konst vid Statens håndverks- og kunstindustriskole i Oslo 1943–1945. Under 1950- och 1960-talen genomförde han ett flertal studieresor till Danmark, Sydafrika, Frankrike, Kenya och Tanzania. Hans resor till Afrika kom att avspegla sig i de realistiska djurbilder han tecknade. Han var från 1948 utställare på Statens Kunstutstilling där han med något års undantag deltog fram till 1980. Han var representerad i den  Norska grafikutställningen i Ljubljana 1956 och den Nordiska grafikutställningen i Köpenhamn 1956. Separat ställde han ut ett flertal gånger på Kunstnerforbundet i Oslo och i Bergen, Lillehammer och i Haugesund. En minnesutställning med hans konst visades på Kunstnernes Hus. Som illustratör illustrerade han bland annat Jan Fridegårds norska översättningar av  Trellenes opprør och Trellenes frihet  samt ett tjugotal norska böcker. Vid sidan av sitt eget skapande var han anställd som lärare vid Statens håndverks- og kunstindustriskole 1978–1980 och under 20 års tid utförde han teckningar för Aftenpostens bilaga A-magasinet. Hans konst består av teckningar med varierade motiv utförda i tusch, blyerts, krita eller i form av litografier. Andréen är representerad vid bland annat Nasjonalgalleriet, Stortingets kunstsamling, Statens Museum for Kunst i Köpenhamn, Oregon State University och Stockholm stads samling.